# Almost Always True
Almost Always True (Lit. Casi siempre sincero) es una canción fusionada de rock con música hawaiana, compuesta por Wise y Ben Weisman y grabada por Elvis Presley para la banda sonora de la película Blue Hawaii. RCA editó el 20 de octubre de ese mismo año  la canción en el álbum homónimo Blue Hawaii, el cual ingresó a las listas de Billboard 200 manteniéndose en el puesto # 1 durante 20 semanas y posteriormente otras 39 semanas en el top 10. 
El álbum fue certificado por la RIAA como triple disco de platino. 
Elvis grabó la canción durante las sesiones de grabación del día 22 de marzo de 1961 en los estudios Radio Recorders de Hollywood, California, para las cuales contó con el acompañamiento de sus músicos más habituales de ese período como Scotty Moore, D. J. Fontana, Bob Moore, Floyd Cramer y Boots Randoph entre otros, con la participación de otros encargados de darle con sus instrumentos un estilo más definitorio dentro de la música hawaiana como Alvino Rey en la steel guitar y Fred Tavares y Bernie Lewis e los ukeleles. 
Elvis interpretó en la película la canción Almost Always True con un dejo de picardía y humor mientras Joan Blackman, la novia de Elvis en la ficción, lo recoge en el aeropuerto y lo traslada hasta su lugar de estadía en Hawaii 

## Letra
De manera irónica y con un claro tono de complicidad, la letra releja la confesión de Chad Gates, el personaje interpretado por Elvis Presley hacia su novia en la ficción Maile Duval (Joan Blackman) acerca de que él le ha sido fiel o sincero siempre o al menos "casi siempre". En la canción Elvis no pasa por alto el hecho de que la bella mujer es a su vez la hija del dueño de un pequeño hotel y por otro lado se dedica a enumerar todas las tentaciones que ha tenido y sin embargo le ha sido fiel al menos casi siempre. 
I was always, baby, I was always             Yo fui siempre, nena, yo fui siempre 
Well almost always true to you                Bueno, casi siempre, sincero contigo
Met a pretty mademoiselle                      Encontré a una bella señorita
Her papa owned a small hotel                 Su padre se hizo dueño de un pequeño hotel
Oh, I was almost always true to you        Oh, yo fui fiel casi siempre contigo

I resisted tho' my arm was twisted           Yo me resistí a pesar de que mis brazos se retorcían
I was almost always true to you               Yo fui casi siempre, sincero contigo
Stayed away from drinkin' wine                Me mantuve alejado de beber vino
Thought about you all the time                Pensé en ti todo el tiempo

Oh, I was almost always true to you         Yo fui casi siempre, sincero contigo